# Santon Head
Santon Head är en udde på Isle of Man. Den ligger i den södra delen av Isle of Man, 7 km sydväst om huvudstaden Douglas.